# Форино (Италија)
Форино је насеље у Италији у округу Авелино, региону Кампанија.
Према процени из 2011. у насељу је живело 3401 становника. Насеље се налази на надморској висини од 415 м.

## Становништво
Према резултатима пописа становништва 2011. у општини је живело 5.397 становника.
| 1951. | 1961. | 1971. | 1981. | 1991. | 2001. | 2011. |
| ----- | ----- | ----- | ----- | ----- | ----- | ----- |
| 4.888 | 4.738 | 4.246 | 4.376 | 4.799 | 5.088 | 5.397 |